# Deštná (Boemia meridionale)
Deštná è una città della Repubblica Ceca facente parte del distretto di Jindřichův Hradec, in Boemia Meridionale.